# Марковці (община)
Община Марковці (словен. Občina Markovci) — одна з общин Словенії. Адміністративним центром є місто Марковці.
Сільське господарство є важливим напрямком діяльності общини.

## Населення
У 2011 році в общині проживало 3979 осіб, 1949 чоловіків і 2030 жінок. Чисельність економічно активного населення (за місцем проживання), 1694 осіб. Середня щомісячна чиста заробітна плата одного працівника (EUR), 870,17 (в середньому по Словенії 987.39). Приблизно кожен другий житель у громаді має автомобіль (50 автомобілі на 100 жителів). Середній вік жителів склав 41,4 роки (в середньому по Словенії 41.8). 